# Vilfredo Pareto
Vilfredo Federico Damaso Pareto (Parigi, 15 luglio 1848 – Céligny, 19 agosto 1923) è stato un economista, sociologo e ingegnere italiano.
Con Gaetano Mosca fu tra i teorici della corrente politica dell'elitismo. Di grande versatilità mentale, Pareto è stato tra le menti più eclettiche vissute nella seconda metà dell'Ottocento e all'inizio Novecento. Le sue capacità spaziavano dall'economia politica alla teoria dei giochi, all'ingegneria, alla matematica, alla statistica e alla filosofia.
Pareto ha assunto un ruolo determinante nel rafforzare con rigore scientifico e analitico i concetti cardine della teoria neoclassica elaborata da Léon Walras, Carl Menger e William Stanley Jevons nell'ambito delle scienze economiche, facendo sì che si affermasse rispetto alle altre in sviluppo o precedenti, e che dominasse come scuola incontrastata fino alla metà del '900. Ancora oggi, i contributi di Pareto sono centrali e largamente discussi a livello internazionale in economia e in quasi tutti i campi applicativi di essa, come la matematica, la statistica e la teoria dei giochi.

## Biografia

Lettere a Maffeo Pantaleoni, 1960

Nacque a Parigi col nome di battesimo Wilfried Fritz Pareto da Raffaele Pareto (1812-1882), un ingegnere, appartenente a una famiglia genovese di nobiltà piuttosto recente, in esilio volontario per motivi politici,  e da Marie Métenier (1813-1889), francese. Suo zio paterno era il celebre geologo Lorenzo Pareto (1800-1865). Rientrò in Italia con la famiglia e si stabilì a Genova, nei primi anni cinquanta dell'Ottocento. Pareto frequentò il Regio Istituto Tecnico e l'Università a Torino, conseguendo il diploma di Scienze Matematiche presso l'Università e laureandosi infine presso la Scuola di Applicazione per Ingegneri nel 1870, con una tesi sui "Principi fondamentali della teoria della elasticità dei corpi solidi e ricerche sulla integrazione delle equazioni differenziali che ne definiscono l'equilibrio". Dopo un periodo trascorso come ingegnere straordinario, a Firenze, presso la Società anonima delle strade ferrate, nel 1880 divenne direttore generale della Società delle ferriere italiane, a San Giovanni Valdarno.
In questo stesso periodo frequentò i circoli culturali fiorentini e, con articoli su riviste italiane ed europee, partecipò intensamente al dibattito politico su posizioni liberiste e anti-protezionistiche. Nel 1880 e nel 1882 presentò la propria candidatura come deputato, prima nel collegio di Montevarchi, poi nel collegio Pistoia-Prato-San Marcello, ma non fu eletto. Intanto, coltivò i suoi interessi culturali, approfondendo l'economia, la sociologia, gli studi letterari classici. Nel 1889 sposò la russa Alexandra Bakunin (non imparentata con l'anarchico rivoluzionario Michail Bakunin).
Nel 1890 conobbe il già insigne economista Maffeo Pantaleoni, cui restò legato da sincera amicizia per il resto della sua vita. Anche grazie a Pantaleoni, nel 1894 fu nominato professore ordinario di economia politica all'Università di Losanna, dove prima di lui aveva insegnato Léon Walras.
Lavorò allo sviluppo e alla sistemazione della teoria dell'equilibrio economico tenendo, nel 1901, alcune conferenze a Parigi, invitato da Georges Sorel, con il quale fu in ottimi rapporti. In questo periodo fu abbandonato dalla moglie ed ereditò una grossa fortuna da uno zio. Si legò more uxorio con Jeanne Régis, una giovane parigina conosciuta tramite un'inserzione su un giornale. Intanto, diventava sempre più vivo l'interesse per la teoria sociologica. Abbandonò progressivamente l'insegnamento, anche per ragioni di salute, e si dedicò alla redazione del Trattato di sociologia generale. Nel 1910 Pareto pubblicò Il mito virtuista e la letteratura immorale, uno scritto mordace e satirico sul fenomeno Virtuista, nel quale l'autore demitizza in maniera irriverente tutte le razionalizzazioni degli uomini bigotti e ipocriti del suo tempo. Frattanto proseguì l'attività pubblicistica, che s'intensificò dopo la pubblicazione del Trattato, avvenuta nel 1916.
Fu in rapporti di amicizia con Benito Mussolini, che conobbe tra il 1902 e il 1904 quando l'ancora agitatore socialista era rifugiato in Svizzera e frequentava le lezioni dell'economista. Mussolini fece suoi i principi della "filosofia della vita" di Pareto, che considererà Mussolini "un grande statista". Nell'ottobre 1922 Pareto dalla Svizzera, con un acceso telegramma in cui diceva "ora o mai più", inviò il proprio incoraggiamento a Benito Mussolini a dare il via alla Marcia su Roma e prendere il potere. Alla fine del 1922 accettò l'invito fattogli da Benito Mussolini, diventato capo del governo, a rappresentare l'Italia nella commissione per la riduzione degli armamenti presso la Società delle Nazioni. Il 1º marzo del 1923, su proposta del governo fascista, fu nominato Senatore del Regno. La nomina non poté essere portata a termine perché Pareto non consegnò alla presidenza del Senato i documenti richiestigli. Il 19 giugno dello stesso anno, ottenuto il divorzio da Alexandra Bakunin, sposò Jeanne Régis dopo una convivenza ventennale.
Morì il 19 agosto successivo e fu sepolto nel cimitero di Céligny.
Nel corso della sua vita, oltre alle personalità già menzionate, intrattenne rapporti d'amicizia e di scambi culturali, spesso polemici, con Galileo Ferraris, Ubaldino ed Emilia Peruzzi, Ernest Naville, Yves Guyot, Gustave de Molinari, Antonio De Viti De Marco, Domenico Comparetti, Augusto Franchetti, Arturo Linaker, Ernesto Teodoro Moneta, William Ewart Gladstone, Filippo Turati, Felice Cavallotti, James Bryce, Alfred de Foville, Francis Ysidro Edgeworth, Adrien Naville, Ettore Ciccotti, Arturo Labriola, Benedetto Croce, Luigi Einaudi, Giovanni Papini, Giovanni Vailati, Tullio Martello, Luigi Amoroso, Joseph Schumpeter, L. V. Furlan, Napoleone Colajanni, Gaetano Salvemini, Vittore Pansini, Olinto Barsanti, Robert Michels, Corrado Gini, Dino Grandi e Carlo Placci.
Il resoconto giornalistico di una sua conferenza, tenuta nel giugno del 1891, sciolta d'autorità per l'intervento della polizia, dice: «La scienza economica non considera la proprietà come un dogma, non ne nega i difetti, la riconosce variabile nel tempo e nello spazio; ma seguendo il metodo sperimentale crede che la sua disparizione farebbe oggi più danni che vantaggî».
A Vilfredo Pareto sono intitolati alcuni Istituti Statali di Istruzione Secondaria di 2º grado, in Italia ed in Svizzera, tra cui l'Istituto Tecnico Economico e Tecnologico di Pozzuoli -Arco Felice (Na).

## Il pensiero economico e sociale

### Il contributo al marginalismo

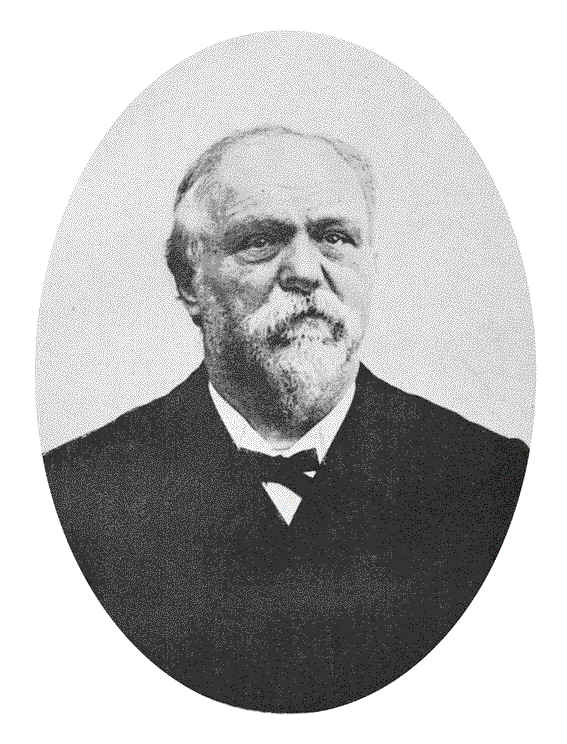
Georges Sorel

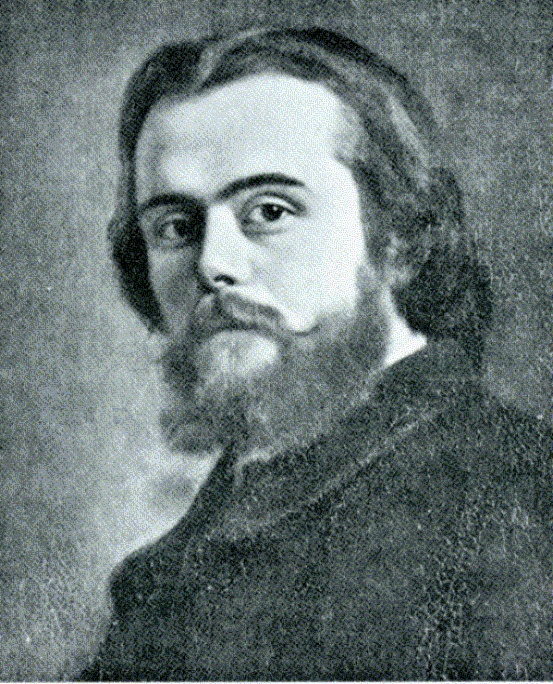
L'economista francese Léon Walras

Riguardo al suo contributo alla teoria economica, egli, assieme a Johann Heinrich von Thünen, Hermann Heinrich Gossen, Carl Menger, William Jevons e il già nominato Léon Walras, è stato tra i maggiori rappresentanti dell'indirizzo marginalistico o neo-classico, in contrapposizione alla scuola classica dei primi economisti che ha in Adam Smith e in David Ricardo i suoi capostipiti. A questa impostazione, fondata sul tentativo di trasferire nella scienza economica il metodo sperimentale delle scienze fisiche, con il conseguente uso delle matematiche, e che poi ha dominato lungo tutto il Novecento, si possono ricondurre concetti tipicamente paretiani come la curva della distribuzione dei redditi, il concetto detto poi di ottimo paretiano, le curve di indifferenza, il concetto di distribuzione paretiana.
Restando al concetto della curva della distribuzione dei redditi, o legge di Pareto, essa è l'estrapolazione statistica operata da Pareto del fatto che, non solo il numero di percettori di reddito medio è più elevato del numero di coloro che percepiscono redditi molto sopra e molto sotto la media, ma anche del fatto che, man mano che si considerano livelli di reddito sempre più alti, il numero dei percettori diminuisce in un modo che è all'incirca uguale in tutti i paesi e in tutte le epoche. Tale legge è stata poi variamente affinata e modificata sia nella sua base empirica che nella formalizzazione matematica, ma è rimasto il problema di sapere se la distribuzione dei redditi è probabilistica, e dunque risultante dalle abilità naturali umane distribuite casualmente in una popolazione, oppure influenzata da fattori ambientali che quindi generano diseguaglianze.
Come si vede, dal marginalismo, e in particolare dagli sviluppi apportati da Pareto, viene fuori una metodologia utile, al di là dei regimi economici preferiti, ad affrontare problemi di remunerazione e di allocazione delle risorse. L'indice di Pareto è tuttora una misura delle ineguaglianze della distribuzione dei redditi. Tuttavia, negli ultimi decenni del XX secolo, l'impostazione marginalistica, e quindi anche quella di Pareto, è stata soggetta a critiche stringenti. Si è infatti obiettato che non sempre ciò che l'agente sceglie è ciò che egli preferisce, nel senso che l'agente economico non è quell'attore perfettamente razionale che l'approccio marginalista presuppone. I neoclassici rispondono che il loro modello non si applica ad ogni individuo ma solo all'attore rappresentativo o medio. Per quanto concerne l'ottimo paretiano, una critica particolarmente incisiva è stata quella di Amartya Sen che, tra l'altro in un suo lavoro del 1970, argomenta, sulla scorta del Teorema di Arrow, l'impossibilità matematica del liberismo paretiano.
In definitiva, il contributo di Pareto, oltreché alla sistematizzazione e all’approfondimento dell'impostazione marginalistica, è consistito soprattutto nel fornire un fondamento sociologico naturalistico a tale indirizzo di pensiero economico, con una classificazione dei comportamenti sociali che fa risaltare il superiore adattamento del risparmiatore-imprenditore rispetto al consumatore-lavoratore e con una concezione della democrazia come regime demagogico in cui la raccolta del consenso comporta la spoliazione degli uni a favore degli altri. Di qui la rivendicazione di una “scienza sperimentale” che, al fine di una conduzione “razionale” dell’intero sociale, scopre e applica leggi oggettive prescindendo dalla politica, di cui però non disdegna gli strumenti coercitivi quando l’applicazione di tali leggi incontra delle resistenze. Da questo punto di vista, Pareto, assieme agli altri esponenti dell’economia pura, da Maffeo Pantaleoni a Alberto de' Stefani a Umberto Ricci, può essere considerato fra i capostipiti delle politiche dell’austerità emerse una prima volta subito dopo la fine della Grande Guerra e riapparse alla fine degli anni Settanta del secolo scorso con un predominio che, tanto nella teoria economica quanto nelle istituzioni, dura sino ai nostri giorni.

### Dall'economia alla sociologia

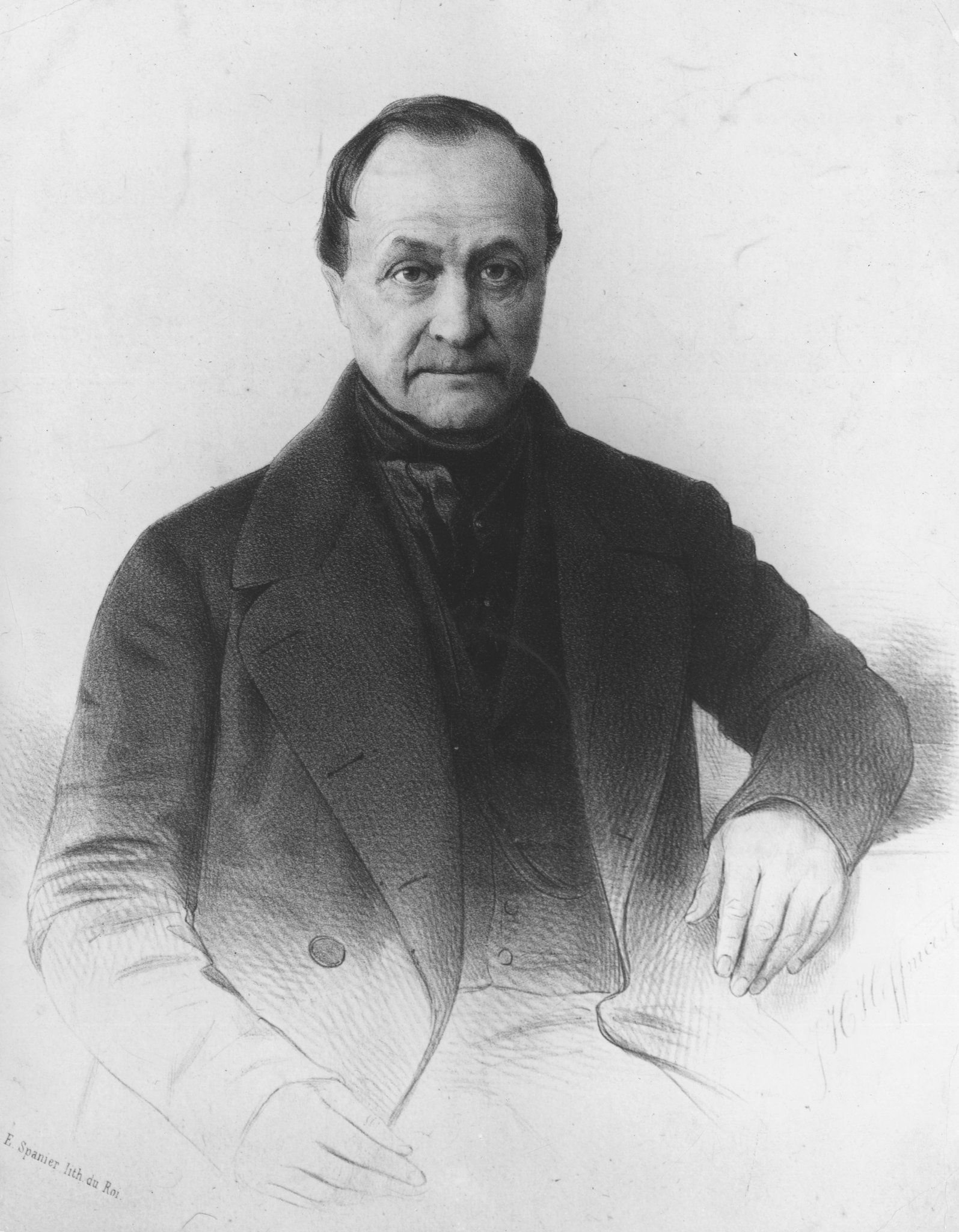
Il sociologo francese Auguste Comte

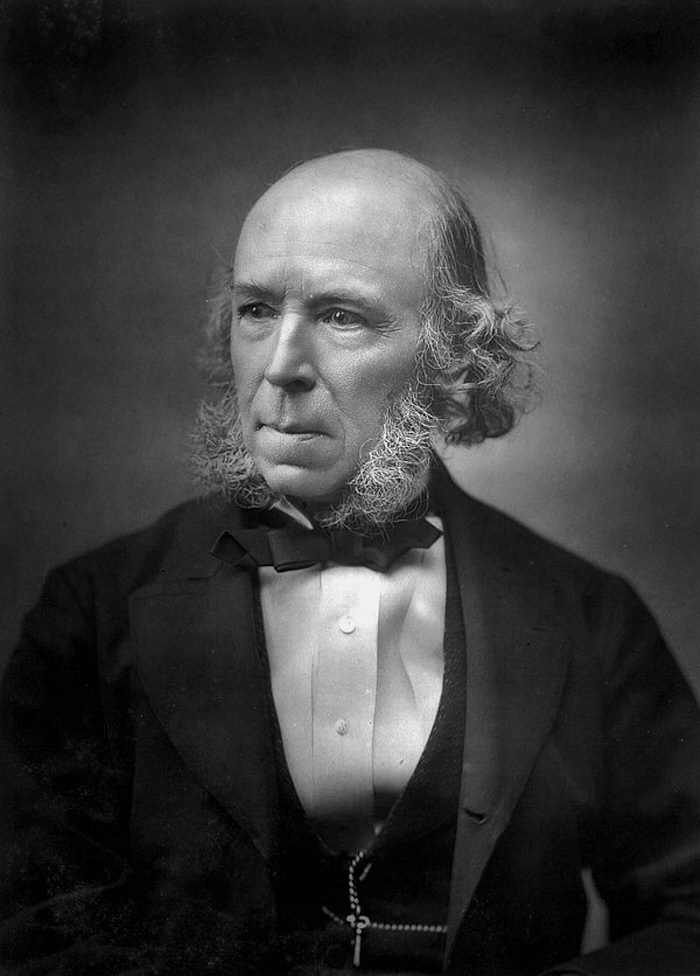
Il filosofo britannico Herbert Spencer

Dunque, proprio sul terreno delle costanti della natura umana e della razionalità dell'agente avviene il passaggio di Pareto dall'economia alla sociologia. Lo studio statistico della distribuzione dei redditi gli aveva fornito una prima evidenza della presunta stabilità della natura umana pur nel variare delle situazioni storico-geografiche. D'altra parte, l'osservazione del comportamento non solo economico, ma più generalmente sociale, lo portava a constatare come l'individuo sociale agisca solo raramente secondo una razionalità strumentale di mezzi adeguati al fine. A suo modo, egli anticipa la critica antimarginalista ma, invece di rispondervi restando nel recinto dell'analisi economica, passa a fondare quella che egli chiamava la «sociologia scientifica». Il punto di partenza di questa nuova sociologia che, a suo dire, né Comte né Spencer erano stati in grado di concepire, è che nella maggior parte dei casi, l'individuo sociale si comporta in maniera non logica, ovvero senza uno scopo apparente e, comunque, senza una chiara coscienza dello scopo perseguito.
Un marinaio dell'antica Grecia che, apprestandosi a navigare, compie un sacrificio agli dei, realizza un'azione in nulla adeguata o utile al suo scopo di navigare. E quando parliamo, non abbiamo nessuna coscienza esplicita delle competenze grammaticali che utilizziamo per raggiungere lo scopo di enunciare frasi ben formate. Il problema è però che l'individuo sociale, pur agendo in modo non logico, cosa che lo accomuna alle specie animali, rispetto a queste ultime presenta la caratteristica di accompagnare i propri comportamenti con delle formulazioni verbali, la cui funzione è quella di fornire un motivo del comportamento stesso. Si muore in combattimento per qualcosa che chiamiamo patria, e allo stesso tempo si sottoscrive al motto che vuole che sia dolce e meritevole di lode il morire per la patria. La sociologia scientifica dovrà allora spiegare quali sono le costanti del comportamento sociale non logico, e quali sono le caratteristiche e la funzione del discorso sociale.
Da questo nucleo di problemi nasce la sociologia di Pareto, costituita da quattro grandi contrafforti: la teoria dell'azione non logica, la teoria dei residui e delle derivazioni, la teoria delle élite, la teoria dell'equilibrio sociale. Quanto alla teoria dell'azione non logica, oltre a ciò che si è già anticipato, si può aggiungere che essa costituisce una classificazione dei comportamenti sociali nei suoi aspetti percettivo-motori e linguistico-cognitivi. Un particolare interesse è rivolto verso i comportamenti linguistici. Per Pareto, il linguaggio in quanto competenza grammaticale è il tipo puro di azione non logica.
La teoria dei residui e delle derivazioni intende spiegare natura e funzionamento delle manifestazioni simboliche, o derivate, che accompagnano il comportamento sociale, e in particolare natura e funzionamento del discorso sociale. I motivi che l'individuo sociale adduce a giustificazione dei suoi comportamenti, sono, secondo Pareto, arbitrari rispetto alle effettive motivazioni dell'agire. Nonostante ciò, dalla grande varietà di essi, è possibile risalire alle costanti della natura umana - in termini più attuali, della mente sociale. Dai discorsi è possibile, dunque, risalire ai residui, o motivazioni costanti dell'agire, e alle tecniche verbali, o derivazioni, tramite le quali vengono prodotti i discorsi. In questo senso, la teoria dei residui e delle derivazioni è, al tempo stesso, una teoria della cognizione sociale e una teoria delle tecniche argomentative che l'individuo sociale adopera nella costruzione dei suoi discorsi.
Questo schema analitico non sempre è perseguito in maniera limpida, soprattutto per i residui. Tuttavia, ciò che emerge abbastanza chiaramente è che la cognizione sociale, nei suoi scambi con l'ambiente, incorpora una tendenza alle combinazioni e una tendenza agli aggregati. La prima genera le novità. La seconda assicura la stabilità. Questo livello psicologico è duplicato da un livello normativo che, a sua volta, presenta due tendenze, il mantenimento dell'ordine e la sua trasformazione sulla base di istanze di giustizia. In questo modo, il comportamento dell'individuo sociale, anche nei suoi aspetti più minuti e ripetitivi, appare sempre cognitivamente marcato e normativamente orientato. Uno dei difetti di questo sofisticato modello della cognizione sociale è, tuttavia, quello di operare con un concetto di norma assai ristretto, che nega l'incidenza pratica di ciò che Pareto chiama gli «equilibri ideali», ovvero ciò che un filosofo come Kant chiamerebbe gli ideali della ragione universale. L'agire dell'individuo sociale appare così rinchiuso entro un rapporto costrittivo di conformismo e di eterodirezione.
Venendo alla teoria delle élite, essa è un'ulteriore conseguenza dell'ipotesi di Pareto circa, non solo la costanza della natura umana, ma anche di una sua preminenza sui fattori ambientali. In ogni ramo dell'attività sociale, sostiene Pareto, vi sono individui che, sulla base di determinate abilità, eccellono. Pertanto, in forza di questo fatto, costoro entrano a far parte dell'élite corrispondente, pur in presenza di fattori distorsivi. L'attenzione di Pareto si appunta sull'élite politica, ma la sua teoria delle élite non è solo una teoria del rapporto tra governanti e governati, ma più generalmente una teoria della stratificazione sociale su base naturale. Questo è sicuramente ciò che la differenzia dalla coeva teoria della classe governante di Gaetano Mosca, fra i fondatori della moderna scienza politica, cui lo si associa ormai acriticamente, benché Pareto, a ragione, abbia sempre rivendicato l'autonomia della sua teorizzazione.Tuttavia, come affermato, vi è in Pareto una particolare attenzione per il rapporto tra l'élite di governo, cioè coloro che eccellono nell'arte del comando politico, e i governati. La storia, egli afferma, è un cimitero di élite, ovvero un susseguirsi di sempre nuovi ma, nella loro struttura, sempre immodificabili rapporti unilaterali di rispetto tra governanti e governati.
Infine, a coronamento di questo grandioso edificio, sta la teoria dell'equilibrio sociale. La quale, tuttavia, è la parte più debole di tutta la sua costruzione. Pareto è conscio dell'impossibilità di una formalizzazione matematica. Inoltre, la scelta di un concetto di equilibrio come equilibrio meccanico, rende questa parte della sua sociologia una faticosa argomentazione intorno ai vincoli sistemici dell'agire degli individui sociali. Di notevole vi è sicuramente il tentativo di Pareto di spiegare il divenire sociale senza rinunciare al presupposto della costanza della natura umana. Ne deriva un pessimismo "ondulatorio" che non riesce però a conciliare il susseguirsi dei cicli sociali con il fatto, pur riconosciuto, del progressivo stabilirsi della «ragione» nelle attività umane. Pur con questo e altri limiti, che si sono venuti man mano segnalando, Pareto, nel suo tentativo di una «sociologia scientifica», desta ammirazione anzitutto per la creatività e la grandezza di vedute con cui ha saputo districarsi dalle difficoltà del paradigma economico marginalistico, alla cui piena ma problematica maturità aveva contribuito egli stesso; in secondo luogo, per averci assicurato una fra le più originali indagini intorno alla cognizione dell'individuo sociale, la cui portata scientifica e ideologica resta ancora da valutare e sfruttare.

## Il pensiero politico

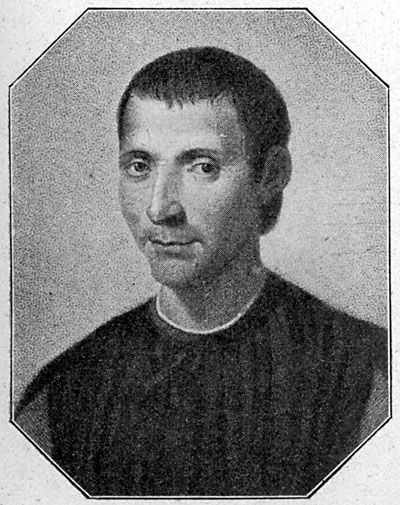
Niccolò Machiavelli

Riguardo al suo pensiero politico, Pareto fu il primo a introdurre il concetto di élite, che trascende quello di classe politica (introdotto da Gaetano Mosca) e comprende l'analisi dei vari tipi di élite. Insegna per un certo periodo economia politica all'università di Losanna. La sua teoria delle élite trae origine da un'analisi dell'eterogeneità sociale e dalla constatazione delle disuguaglianze, in termini di ricchezza e di potere, presenti nella società. Pareto intende studiare scientificamente queste disuguaglianze, percepite da lui come naturali. Nel corso del suo sviluppo, ogni società ha dovuto di volta in volta misurarsi con il problema dello sfruttamento e delle distribuzione di risorse scarse. L'ottimizzazione di queste risorse è quella che viene assicurata, in ogni ramo di attività, dagli individui dotati di capacità superiori: l'élite.
È interessato in particolar modo alla circolazione delle élite: "la storia è un cimitero di élite". A un certo punto l'élite non è più in grado di produrre elementi validi per la società e decade; nelle élite si verificano due tipi di movimenti: uno orizzontale (movimenti all'interno della stessa élite) e uno verticale (ascesa dal basso o declassamento dall'élite). Altro punto cardine della teoria paretiana è che l'umanità agisce principalmente secondo azioni non logiche. Tali azioni non logiche (si badi, è una cosa diversa da illogiche) prendono il nome di residui: manifestazione di qualcosa di non razionale che condiziona la nostra vita. Fra le sei classi di residui individuate da Pareto due sono fondamentali: l'istinto delle combinazioni (propensione al cambiamento) e la persistenza degli aggregati (tendenza alla conservazione delle tradizioni).
Se in un'élite prevale l'istinto delle combinazioni essa sarà aperta, propensa all'avvento di nuovi ingressi; se, viceversa, prevale la persistenza degli aggregati sarà chiusa, propensa a scarsa circolazione, ecc. Per giustificare a posteriori le proprie azioni e difendere i propri interessi si fa ricorso alle derivazioni: attribuiscono all'agire politico la connotazione di oggettiva necessità sociale (sono perciò, per sommi capi, assimilabili alla nozione di formula politica di Gaetano Mosca). Pareto si dichiara realista e seguace di Machiavelli, la sua è una descrizione della realtà con sfondi piuttosto pessimistici. Analizzando alcuni brani tratti da I sistemi socialisti si possono trarre alcune considerazioni sull'impianto teorico di Pareto:
- Chi è al potere è anche, necessariamente, il più ricco: chi sta in alto non gode solo di potere politico, ma di tutta una serie di privilegi,
- L'élite svetta per le sue qualità, che possono essere sia buone che cattive,
- Le élite sono tutte colpite da una decadenza piuttosto rapida,
- Una élite che non si rigenera è destinata a perire brevemente (traspaiono, qui, retaggi tipici del darwinismo sociale[senza fonte]),
- Elementi di ricambio per le élite possono provenire dalle classi rurali, le quali subiscono una selezione più forte rispetto alle classi agiate; le classi agiate tendono a salvare tutti i loro figli, facendo sì che rimangano in vita anche elementi deboli e non adatti. Questo significa che l'élite al potere avrà in sé anche gli elementi peggiori e ciò la destina a peggiorare,
- Ricorso alla metafora del fiore: l'élite è come un fiore, appassisce, ma se la pianta, cioè la società, è sana, essa farà subito nascere un altro fiore.

La filosofia della storia di Pareto si fonda sulla circolazione continua delle élite. Non esiste per Pareto un'idea trionfante in politica, vede la storia come un moto ondoso: l'idea che trionfa oggi domani decade, ma dopodomani potrà tornare in auge. Analizzando alcuni brani tratti dal Trattato di sociologia generale si possono trarre alcune considerazioni sul pensiero di Pareto:
- Non c'è netta separazione tra azione logica e azione non logica: un'azione concreta presenta in misura differente tratti di entrambe le categorie,
- I residui fanno sì che i comportamenti umani si differenzino e non vi siano piattezza e omologazione: permettono, quindi, la circolazione,
- Chi studia l'eticità e la morale di un popolo lo fa sempre con interesse: egli dà una qualifica alla morale perché la vuole imporre.

In realtà la morale è qualcosa di molto difficile da qualificare e da imporre: la morale non è logica ma residuale (questo è certamente un discorso libertario).
Chi governa non lo fa per il bene della collettività ma esclusivamente per il proprio interesse: la necessità di giustificarsi agli occhi dei governati lo fa ricorrere alle derivazioni.
Le clientele in democrazia hanno un ruolo simile a quello dei vassalli nel feudalesimo.
La democrazia così come la intendono i teorici (cioè come governo popolare) non è altro che un "pio desiderio".
Clientelismo e consorterie non sono una degenerazione della democrazia, sono invece la realtà della democrazia: non è mai esistita una democrazia non interessata da questi fenomeni e la storia lo dimostra.
Ci sarà sempre chi, stringendo un patto con le élite al potere, ne trae personale beneficio a scapito degli altri.
"Il governare è l'arte di adoperare i sentimenti esistenti", questa frase dimostra il pragmatismo di Pareto.

## Opere

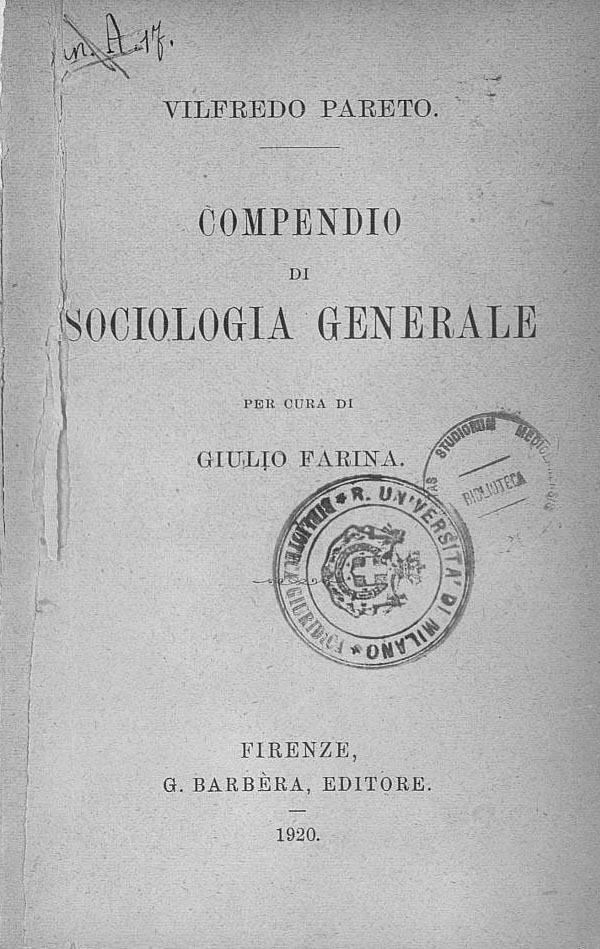
Compendio di sociologia generale, 1920

- (FR)  Cours d'Économie politique professé a l'Université de Lausanne, vol. I, 1896; vol. II, 1897.
- (FR)  Les systèmes socialistes, 1902.
  - I sistemi socialisti, 2 voll., Milano, collana « Raccolta di Breviari Intellettuali » n° 29, 1920.
- Manuale di economia politica con una introduzione alla scienza sociale, Milano, 1906.[6]
- Il mito virtuista e la letteratura immorale, 1911.
- Trattato di sociologia generale, 4 voll., 1916.
- Il protezionismo in Italia ed i suoi effetti, Firenze, Tipografia Mariano Ricci, 1891.
- Giulio Farina (a cura di), Compendio di sociologia generale, Firenze, Barbèra, 1920.
- Fatti e teorie, Firenze, Vallecchi Editore, 1920.
- Trasformazione della democrazia, Milano, Corbaccio, 1921.
- Lettere a Maffeo Pantaleoni. 1890-1896, Roma, Banca Nazionale del Lavoro, 1960.
- Lettere a Maffeo Pantaleoni. 1897-1906, Roma, Banca Nazionale del Lavoro, 1960.
- Lettere a Maffeo Pantaleoni. 1907-1923, Roma, Banca Nazionale del Lavoro, 1960.
- Borghesia, Élites, Fascismo[collegamento interrotto], Roma, Giovanni Volpe, 1981.
- (FR) Écrits politiques. Reazione, Libertà, Fascismo (1896-1923), Ginevra, Droz, 1989.
- Le configurazioni del fascismo (1922-1923), AR, 2009.
- Della Pelle, P., (a cura di), Introduction a K. Marx, Le Capital par V. Pareto, edizione critica con il testo italiano a fronte, Aracne, Canterano 2018.